# 埃卡永河
埃卡永河（法語：Écaillon，法語發音：[ekajɔ̃]）是法国上法蘭西大區北部省的河流，是斯海尔德河（埃斯科河）的右支流，长33.2千米，发源自洛基尼奥勒，于普鲁维流入斯海尔德河。